# Pollocksville
Pollocksville – miasto w Stanach Zjednoczonych, w stanie Karolina Północna, w hrabstwie Jones.